# Kronologija Domovinskog rata: studeni 1989.

### 29. studenoga
- Uzimajući kao povod zabranu mitinga istine Srba i Crnogoraca i Ljubljani, Predsjedništvo Republičke konferencije SSRN Srbije pozvalo na bojkot gospodarskih i društvenih veza sa Slovenijom.[1]
- Planeri Ljubljanskog mitinga, nosioci tzv. antibirokratske revolucije, pod izlikom borbe za jedinstvenu Jugoslaviju imaju u planu i dolazak u Zagreb, čime bi rušenjem vlada u Sloveniji i Hrvatskoj otvorili put za centralizam i unitarizam utijelovljen u ličnosti Slobodana Miloševića.[1]

### 30. studenoga
- Željezničko-transportno poduzeće Zagreb najavilo za 30. studeni i 1. prosinca promet samo redovnih vlakova za prijevoz putnika, tako da neće biti prihvaćeni nikakvi izvanredni ili pojačani redovni vlakovi iz drugih republika.[1]
- Republički sekretar za unutrašnje poslove SR Slovenije Tomaš Ertl izdao naredbu kojom su zabranjeni svi skupovi građana na javnim mjestima u Sloveniji do daljnjega.[1]
- Poziv na ekonomsku i svaku drugu blokadu SR Slovenije dosad najizravnija prijetnja avnojskoj zamisli Jugoslavije, ocijenilo Izvršno vijeće Slovenije.[1]